# 동진로
동진로(Dongjin-ro)는 경상남도 진주시 칠암동 진주역사거리와 진주시 문산읍 문산IC 교차로를 연결하는 경상남도의 도로이다.

## 주요 경유지
경상남도
- 진주시 (천전동 - 상대동 - 문산읍)

## 노선
| 이름            | 접속 노선                | 소재지 | 소재지 | 비고 |
| --------------- | ------------------------ | ------ | ------ | ---- |
| 진주역사거리    | 진주대로 진주대로879번길 | 진주시 | 천전동 |      |
| 진양교교차로    | 강남로                   | 진주시 | 천전동 |      |
| 진양교          |                          | 진주시 | 상대동 |      |
| 진양교사거리    | 남강로                   | 진주시 | 상대동 |      |
| 시청사거리      | 솔밭로                   | 진주시 | 상대동 |      |
| 공단광장사거리  | 대신로                   | 진주시 | 상대동 |      |
| 한전사거리      | 도동로                   | 진주시 | 상대동 |      |
| 남강교차로      | 남강로                   | 진주시 | 상대동 |      |
| 남강교          |                          | 진주시 | 상대동 |      |
|                 | 문산읍                   | 진주시 |        |      |
| 문산 IC교차로   | 10호선 남해고속도로      | 진주시 |        |      |
| 월아산로와 직결 |                          |        |        |      |

## 주요 건물 및 시설
- 진주고려병원 (동진로 2/칠암동 485-1)
- 진주고속버스터미널(동진로 16/칠암동 489-3)
- 빽다방 진주과기대점 (동진로 21/칠암동 457-1)
- 롯데리아 진주산업대점 (동진로 23/칠암동 451-3)
- 공차 진주과기대점 (동진로 25/칠암동 450-1)
- 올리브영 진주과기대점 (동진로 25/칠암동 450-1)
- 한국타이어 칠암점 (동진로 27/칠암동 450-2)
- GS25 진주칠암점 (동진로 29/칠암동 448)
- 경남과학기술대학교(동진로 33/칠암동 150-1)
- 스타벅스 진주과기대점 (동진로 34/칠암동 490-15)
- GS25 진주산업대점 (동진로 36/칠암동 492-1)
- 진주가나신협본점 (동진로 121/상대동 291-23)
- 경남은행 동진주점 (동진로 154/상대동 298-53)
- 진주시청 (동진로 155/상대동 284)
- 진주 동부농협 상대지점 (동진로 160-1/ 상대동 298-42)
- 롯데리아 진주상대점 (동진로 175/상대동 299-9)
- 다이소 진주도동점 (동진로 180/상대동 300-5)
- NH농협은행 진주시지부 (동진로 181/상대동 299-5)
- 현대자동차 진주시청지점 (동진로 184/상대동 299-4)
- 아리따움 진주도동점 (동진로 188/상대동 300-55)
- 파리바게뜨 진주도동점 (동진로 188/상대동 300-55)
- 상대동행정복지센터 (동진로 189/상대동 299-3)
- 뚜레쥬르 진주상대점 (동진로 192/상대동 300-110)
- 맘스터치 진주상대점 (동진로 199/싱대동 303-67)
- 진주NH농협 축산농협 본점 (동진로 213/상대동 303-45)
- 삼성디자인플라자 시청점 (동진로 217/상대동 309-28)
- 한국타이어 진주카오토 (동진로 218/상대동 313-11)
- LG전자 베스트샵 진주시청점 (동진로 230/상대동 310-7)
- 한국타이어 케이엠자동차 (동진로 232/상대동 310-19)
- 타이어뱅크 진주점 (동진로 237/상대동 309-114)
- 진주소방서 (동진로 249/상대동 314-7)
- 진주상공회의소 (동진로 255/상대동 314-3)
- 경남서부세관 (동진로 259/상대동 314-1)
- 상대지구대 (동진로 263/상대동 314-21)
- 진주종합경기장 (동진로 415/충무공동 8)
- 중소벤처기업진흥공단 본부 (동진로 430/충무공동 16-4)
- 롯데마트 진주점 (동진로 440/충무공동 35)
- GS칼텍스 혁신도시주유소 (동진로 581/충무공동 222-1)